# 美國商會亞太理事會
美國商會亞太理事會（英語：Asia-Pacific Council of American Chambers of Commerce，縮寫：APCAC），成立於1968年。代表亞太地區22個國家的50,000名企業高階主管和20,000個組織。2019年，APCAC正式更名為AmCham's of Asia Pacific (AAP)。

## 外部連結
- 官方網站 （页面存档备份，存于）
- 新加坡美國商會 （页面存档备份，存于）
- 香港美國商會 （页面存档备份，存于）
- 中國美國商會 （页面存档备份，存于）
- 印度美國商會 （页面存档备份，存于）
- 泰國美國商會 （页面存档备份，存于）
- 柬埔寨美國商會 （页面存档备份，存于）
- 馬來西亞美國商會 （页面存档备份，存于）
- 越南美國商會 （页面存档备份，存于）
- 河內美國商會 （页面存档备份，存于）
- 菲律賓美國商會 （页面存档备份，存于）